# Michel Franck
Pour les articles homonymes, voir Franck.
Michel Franck, né le 6 mars 1957 à Boulogne-Billancourt, est un responsable culturel français. Depuis 2010, il est directeur général et artistique du théâtre des Champs-Élysées.

## Biographie
Diplômé de l'ESCP Europe et de l'université Paris-Dauphine, Michel Franck a fait carrière dans la gestion et le marketing au sein de l'entreprise familiale Franck & Fils (institution de vente de prêt-à-porter située au 80 rue de Passy, dans le 16e arrondissement de Paris, par son arrière-grand-mère, et qu'il dirige jusqu'en 1994) tout en administrant en parallèle, dès 1978, les Concerts du dimanche matin auprès de Jeanine Roze, une société de production de concerts de musique classique qui assure une partie de la programmation du théâtre des Champs-Élysées depuis les années 1970. Issu d'une famille mélomane, il « abhorrai[t] l'opéra » dans sa jeunesse, avant de se laisser convertir après avoir assisté à plusieurs représentations en 1975.
En 1995, après la vente de Franck & Fils au Bon Marché, Michel Franck devient directeur associé de Jeanine Roze Production. Réputé pour son flair artistique et sa connaissance des voix, Michel Franck a accompagné les premiers pas des pianistes Hélène Grimaud, Grigory Sokolov et Alexandre Tharaud, David Fray ou encore des chanteurs Philippe Jaroussky et Marie-Nicole Lemieux,, élargissant au répertoire lyrique et baroque la programmation de Jeanine Roze Production, au départ centrée sur la musique de chambre et les récitals de piano.
En 2008, le conseil d’administration du théâtre des Champs-Élysées le désigne à l’unanimité comme nouveau directeur général du théâtre, succédant à Dominique Meyer après son départ pour l'opéra de Vienne en septembre 2010. Dès la saison 2010-2011, Michel Franck développe sa programmation avec de nouveaux orchestres et interprètes, donnant une place plus importante au répertoire du XIXe siècle, notamment le belcanto, et introduisant également l’opéra contemporain.
Partisan d’une plus grande collaboration entre les disciplines artistiques, Michel Franck fait appel à des artistes plasticiens (Jonathan Meese), chorégraphes (Sasha Waltz, Saburo Teshigawara) ou vidéastes (Ulf Langheinrich). Il attache également une attention particulière à la dimension dramatique à l’opéra et invite des metteurs en scène issus du milieu théâtral (Denis Podalydès, Krzysztof Warlikowski, Stéphane Braunschweig, Clément Hervieu-Léger, Jacques Osinski et Éric Lacascade). Il développe la politique en faveur du jeune public du Théâtre, et continue à promouvoir, au sein de sa programmation, de jeunes artistes français.
Il a été notamment salué par la presse pour le succès de Dialogues des carmélites, mis en scène par Olivier Py en 2013 et de La Clémence de Titus par Denis Podalydès en 2014, tous deux dirigés par Jérémie Rhorer.
Le mandat de Michel Franck au théâtre des Champs-Élysées est reconduit à l'unanimité jusqu'en 2020. En février 2017, le conseil d'administration lui demande de poursuivre la programmation jusqu’en 2025.

## Distinctions
Il est chevalier de l'ordre national du Mérite.
Le 31 décembre 2019, Michel Franck est nommé au grade de chevalier dans l'ordre national de la Légion d'honneur au titre de « directeur général d'un théâtre ; 41 ans de services ».
Le 17 octobre 2022, il est promu commandeur de l'ordre des Arts et des Lettres.